# Головино (Тульская область)
Головино — деревня в Дубенском районе Тульской области России.
В рамках административно-территориального устройства входит в Протасовский сельский округ Дубенского района, в рамках организации местного самоуправления включается в Протасовское сельское поселение.
В справочнике «Списки населенных мест Российской империи. Вып. XLIV. Тульская губерния. Списки населенных мест по сведениям 1859 года» указана как владельческое село при речке Волконь; имелось 38 дворов, в которых числилось 150 мужчин и 162 женщины. Здесь 17 июля 1822 года родился Илья Никитич Чернопятов.

## География
Расположена на реке Волхонка (притоке Упы), в 7 км к северу от районного центра, посёлка городского типа Дубна, и в 44 км к западу от областного центра. 

## Население
| 2002 | 2010 |
| ---- | ---- |
| 123  | ↘105 |